# Klaus Gmeiner
Klaus Gmeiner (* 11. Juni 1932 in Bregenz; † 13. März 2024 in Wien) war ein österreichischer Hörfunk- und Theaterregisseur.

## Leben
Der Sohn eines Kaufmanns und einer antifaschistischen Mutter studierte ab 1954 an der Salzburger Mozarteum-Universität Schauspiel sowie Regie. Darauf wirkte er am Salzburger Landestheater als Dramaturg und am Schauspielhaus Graz als Opern- und Schauspiel-Regisseur. Ab 1967 arbeitete Gmeiner als Oberspielleiter am Stadttheater St. Gallen. Von 1971 bis 1996 produzierte er im ORF-Landesstudio Salzburg zirka 400 Hörspiele nicht nur auf der Grundlage von Hörspielmanuskripten. Seine Spezialität war daneben die Adaption von Prosa-Arbeiten für den Hörfunk. Gmeiner war in der Jury der Rauriser Literaturtage tätig. Ab 1985 inszenierte der in Salzburg und Wien lebende Regisseur in der Nachfolge von Oscar Fritz Schuh Stücke für das Salzburger Straßentheater.
Peter Simonischek würdigte das Werk Gmeiners und wies auf dessen Inszenierungen von Werken der Autoren Jean Anouilh, George Bernard Shaw, Eugene O’Neill, aber auch Ferdinand Raimund, Johann Nestroy, Arthur Schnitzler und Hugo von Hofmannsthal hin.

## Regie (Auswahl)
Hörspiel
- 1965: Sterben
- 1967: Das Jagdgewehr (nach Yasushi Inoue) (Bearbeitung und Regie)
- 1968: Paracelsus
- 1971: Friedrich Dürrenmatt: Der Doppelgänger (Original-Hörspiel – ORF Vorarlberg)
- 1972: Romain Rolland: Peter und Lutz (Bearbeitung und Regie) (ORF Salzburg)
- 1972: Fisch zu viert (Wolfgang Kohlhaase)
- 1974: Das Duell (nach Anton Tschechow)
- 1975: Einsame Menschen (nach Gerhart Hauptmann) (Bearbeitung und Regie)
- 1975: Gaslicht (nach Patrick Hamilton) (Bearbeitung und Regie)
- 1975: Bunbury (nach Oscar Wilde) (Bearbeitung und Regie)
- 1975: Eines langen Tages Reise in die Nacht (nach Eugene O’Neill) (Bearbeitung und Regie)
- 1976: Die Gefährtin (nach Arthur Schnitzler) (Bearbeitung und Regie)
- 1977: Stunde des Erkennens
- 1977: Das Grabmal des unbekannten Soldaten (nach Paul Raynal) (Bearbeitung und Regie)
- 1977: Das Bacchusfest
- 1978: Reise um die Erde in 80 Tagen (nach Jules Verne)
- 1980: Das Wort
- 1981: Der Weg ins Freie
- 1983: Donauwellen (Komödie von Fritz Kortner)
- 1986: Das weite Land
- 1986: Rip van Winkle (Originalhörspiel von Max Frisch)
- 1986: Maigrets Weihnachtsfest (Georges Simenon)
- 1987: Der einsame Weg
- 1989: Der grüne Kakadu
- 1992: Zwischenspiel
- 1993: Jena
- 1993: Pater Brown
- 1995: Der zerbrochne Krug (nach Heinrich von Kleist)
- 1996: Der Gesang im Feuerofen (Carl Zuckmayer)
- 2000: Die Agentinnen (Wolfgang Hermann)
- 2000–2002: Innerhalb der Sendereihe Die Hörspiel-Galerie: Theater ohne Vorhang 31 Folgen, in denen Klaus Gmeiner Ausschnitte aus interessanten Hörspielproduktionen bzw. archivierten Theatermitschnitten verschiedener Produzenten unter jeweils anderen Gesichtspunkten zusammenstellte
- 2001: Sunrise

Theater
- 2001: Einen Jux will er sich machen

Fernsehfilm
- 2011: Thomas Bernhard – Die Kunstnaturkatastrophe

## Preise
- 1998 Hörspiel des Jahres für die Regie von Michael Köhlmeiers Dein Zimmer für mich allein.
- 2016 Ehrenzeichen des Landes Salzburg[3]